# Cannabis Magazine
Cannabis Magazine es una revista comercial española mensual focalizada en cannabis, asociada con la feria Spannabis. 
Centrada en el cultivo de cannabis, la publicación también trata otros entornos temáticos derivados de la cultura cannábica: legalidad, salud, sociedad, etc.

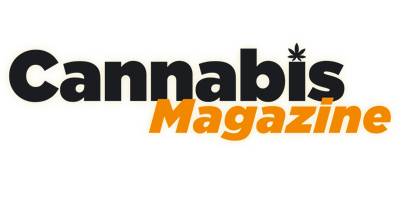
Logotipo oficial de Cannabis Magazine

La revista está indexada en la base de datos de publicaciones científicas Dialnet, perteneciente a la Universidad de La Rioja.
La revista nació con el nombre de Spannabis Magazine como refuerzo y guía de la feria cannábica Spannabis. La empresa encargada de organizar Spannabis y difundir Cannabis Magazine también publica otra publicación cannábica, El Cultivador.